# 羅戈什冰川
羅戈什冰川（英語：Rogosh Glacier）是南極洲的冰川，位於葛拉漢地，處於布雷尼察冰川以東和德里加爾斯基冰川以南，長29公里、寬5公里，以保加利亞的南部鄉鎮命名。

## 外部連結

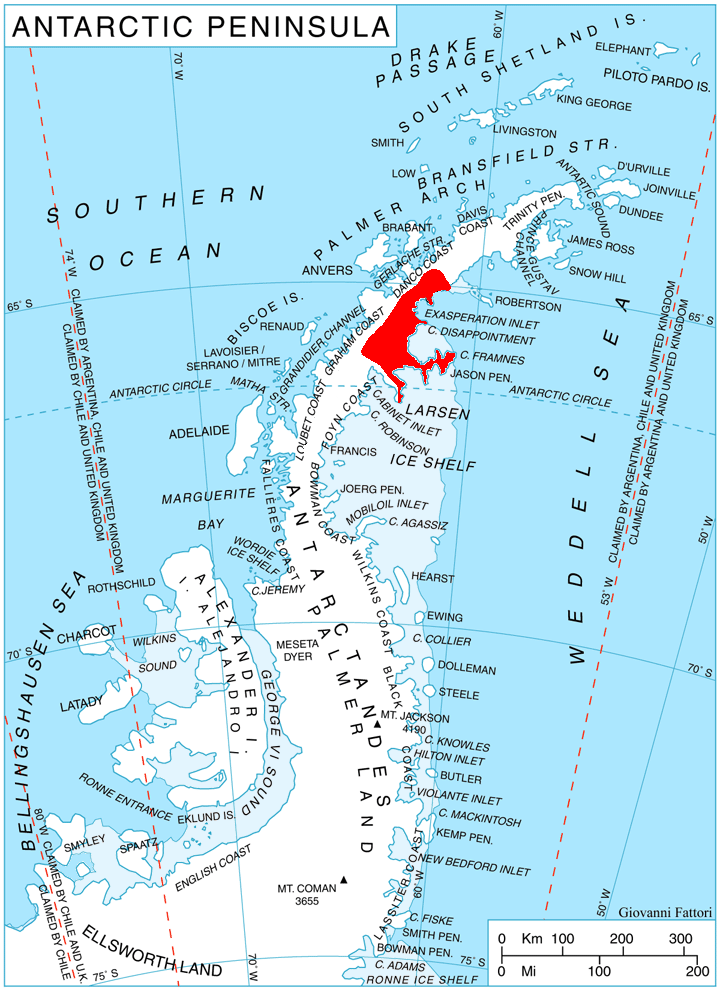

- Rogosh Glacier. （页面存档备份，存于） SCAR Composite Antarctic Gazetteer.

64°55′00″S 61°19′00″W / 64.91667°S 61.31667°W